# 沈楠
沈楠（1534年—1575年），字汝材，號讓亭，浙江杭州府仁和縣泉漳溪里（今浙江余杭塘栖镇）人，竈籍，明朝政治人物，隆慶戊辰進士。

## 生平
嘉靖十三年（1534）出生。嘉靖四十年（1561年）辛酉科浙江鄉試第三十四名舉人。隆慶二年（1568年），登戊辰科會試第二百四十三名，三甲第二百八十三名進士。授江西南昌府推官。為官清儉，四年一裘，三日一肉，出入则妇孺咸指道：“清官，清官”。以卓异召为江西道监察御史，张居正当国，沈楠疏劾其党殷正茂冒功不法，又弹劾居正持政操切，不足以辅佐少主，为居正所銜，出为陕西巡按御史，萬曆三年（1575年）病卒，年四十二。

## 家族
曾祖父沈文炳，訓導；祖父沈天祿；父沈致和，母唐氏。慈侍下。弟沈相。
有子四人：沈朝焕，萬曆進士，官参议，有能声；沈朝煜，万历进士，官广东按察使，转福建参议。孙沈宗塙，祟祯十六年进士，官行人。